# 그라나다주

그라나다 주의 위치

그라나다주(스페인어: Departamento de Granada)는 니카라과 남서부에 위치한 주로 주도는 그라나다이며 면적은 929km2, 인구는 190,600명(2005년 기준)이다. 4개 지방 자치체를 관할한다.

주기
주 문장